# Stinger (drink)
Stinger är en drink som framställs genom att addera crème de menthe till en spritdryck.